# Społem Łódź
Klub Sportowy „Społem” – wielosekcyjny łódzki klub sportowy, mieszczący się w zabytkowym kompleksie parku Helenów. W klubie działa pięć sekcji: kolarska, łucznicza, strzelectwa sportowego, piłki siatkowej oraz kulturystyczna.

## Historia
W 1927 roku, w ramach Organizacji Młodzieży Towarzystwa Uniwersytetu Robotniczego powstał Robotniczy Klub Sportowy „TUR”. W jego ramach działały sekcje sportowe dla młodzieży obejmujące: piłkę nożną, lekkoatletykę, piłkę siatkową mężczyzn, piłkę siatkową kobiet, koszykówkę mężczyzn, koszykówkę kobiet, piłkę ręczną (szczypiorniak), kolarstwo, tenis stołowy, boks, rytmikę sportową i szachy. W 1945 RKS „TUR” był jednym z pierwszych łódzkich klubów sportowych, które reaktywowały swą działalność po okresie okupacji. W 1949 roku doszło do połączenia RKS „TUR” i Klubu Sportowego Związku Walki Młodych „Zryw” pod patronatem Zrzeszenia Sportowego „Spójnia”, od którego połączone kluby przyjęły nazwę. Następnie, po przyłączeniu KS „Ogniwo” do „Spójni” powstał Klub Sportowy „Sparta”. W 1957 roku „Sparta” przekształcona została w „Społem”. Klub nosi tę nazwę do dziś.

## Obiekty klubu

### Hala sportowa
Wielofunkcyjny obiekt, z którego każdego miesiąca korzysta ok. 1500 osób tj. szkoły, uczelnie wyższe, grupy amatorskie, Centralny Nurt Basketu Amatorskiego, osoby fizyczne, firmy.
Po remoncie nawierzchni w sierpniu 2016 r. hala sportowa zyskała specjalistyczną wykładzinę sportową „Taraflex Sport M Evolution” firmy Gerflor. Podłoga ma wyjątkowe właściwości użytkowe z racji rzadkiego w skali Polski montażu. Podłoga została zamontowana na specjalne płyty wiórowe przytwierdzone do istniejącego parkietu. Zastosowanie takiej technologii zapewnia dodatkowy komfort grania, bardzo chwalony przez użytkowników. Wykładzina „Taraflex Sport M Evolution” stosowana jest do rozgrywek na światowym, mistrzowskim i olimpijskim poziomie. Spełnia wszystkie wymagania stawiane przez obowiązującą normę dla podłóg sportowych PN EN 14904.
Wykładzina posiada certyfikaty dopuszczenia do użytkowania wystawione przez światowe federacje sportowe (Europejski oraz Międzynarodowy Związek Piłki Ręcznej, Międzynarodowy Związek Piłki Siatkowej, Międzynarodowy Związek Piłki Koszykowej).
Hala sportowa Klubu Sportowego Społem podzielona jest na trzy sektory. Boiska sektorowe wydzielone są zarówno liniami, jak i kolorowymi brytami wykładziny. Dostępne są cztery pełnowymiarowe boiska do siatkówki (trzy sektorowe + 1 główne), trzy boiska sektorowe do koszykówki oraz pełnowymiarowe boisko do koszykówki na boisku centralnym. Obiekt przystosowany jest również do gry w halową piłkę nożną (na sektorach oraz na boisku centralnym). Hala wyposażona jest w niezbędny, profesjonalny osprzęt do uprawiania ww. dyscyplin. W obiekcie znajduje się zaplecze biurowe, sanitarne, szatnie, natryski.
W hali, oprócz wydarzeń stricte sportowych, mogą odbywać się wydarzenia o innym charakterze np. Międzynarodowa Wystawa Kotów Rasowych, mecze charytatywne, zajęcia jogi itp. Jeśli wymaga tego charakter imprezy, obiekt zostaje odpowiednio przystosowany poprzez zabezpieczenie nawierzchni specjalną wykładziną ochronną Gerflor Bateco, która dzięki niewielkiej wadze i optymalnym wymiarom charakteryzuje się łatwym sposobem rozłożenia i złożenia, natomiast dzięki różnicy ładunków elektrostatycznych między podłogą sportową a spodnią warstwą wykładziny ochronnej pozostaje na swoim miejscu nawet w trakcie intensywnej eksploatacji.

### Tor kolarski
Klub posiada odkryty tor kolarski 400 m, pawilon kolarski (rolkownia, warsztat naprawczy, szatnie, sanitariaty), wieża kolarska w jądrze toru, tunel.

### Strzelnice
Klub posiada trzy strzelnice 2 kryte, 1 otwarta (strzelnica pneumatyczna i dwie strzelnice kulowe) – strzelnica sportowa 50 m odkryta i 25 m zadaszona.

### Obiekty łucznicze
Sekcja łucznicza korzysta z torów łuczniczych usytuowanych w Parku Helenów. Łucznicy ćwiczą także w sali łuczniczej o powierzchni 328,90 m².

### Siłownia
Na terenie klubu znajduje się także siłownia o powierzchni 400 m².